# استوارت تیلور
استوارت تیلور (به انگلیسی: Stuart Taylor) (متولد ۲۸ نوامبر ۱۹۸۰ در انگلستان) دروازه بان فوتبال است و در باشگاه‌های آرسنال، استون ویلا، منچستر سیتی، ریدینگ بازی کرده است.